# Bosco Virgiliano
Il Bosco Virgiliano, intitolato al massimo poeta latino, Publio Virgilio Marone, nato nella vicina località di Pietole Vecchia, l'antica Andes romana, è un parco pubblico che si estende per cinque ettari nella parte meridionale della città di Mantova tra il quartiere di Valletta Valsecchi, il Mincio e il Migliaretto, area demaniale adibita a campo d'aviazione fino al 1973.

## Storia
Il parco è stato progettato dall'architetto Giuseppe Roda e inaugurato il 21 settembre 1930. Ma l'idea di creare un grande parco commemorativo del sommo poeta della latinità, preesisteva da lungo tempo. Un primo progetto rimasto sulla carta fu dell'architetto Paolo Pozzo su incarico del governatore di Mantova, il generale francese de Miollis che comunque resero omaggio a Virgilio con Piazza Virgiliana, creata sul modello delle piazze giardino parigine.
All'avvicinarsi del bimillenario della nascita del poeta, l'idea del bosco ritorna in auge trovando come principale sostenitore il presidente del Comitato Nazionale Forestale Arnaldo Mussolini, fratello di Benito. Nel 1929 il concorso pubblico fu vinto da Giuseppe Roda, architetto di giardini e parchi dei Savoia e che già aveva lavorato per i giardini di Mantova. I lavori iniziati nella primavera del 1930, a tappe forzate si conclusero in tempo per la preventivata data d'inaugurazione del 21 settembre. Furono impiantate 500 conifere, 2900 altri alberi, 600 piante da frutto, 15.000 arbusti, vigneto. Per Arnaldo Mussolini fu eretto un busto dello scultore Ettore Lotti che dopo la Liberazione fu rimosso.